# Henri François de Ségur
Pour les articles homonymes, voir Ségur (homonymie).
Henri François, comte de Ségur, baron de Romainville, seigneur de Ponchat et de Fougueyrolles,  est un militaire français né le 1er juin 1689 et mort à Metz le 18 juin 1751.

## Biographie
Fils d'Henri Joseph de Ségur et de Claude Élisabeth Binet, il épouse au château de Maison Blanche (Gagny), le 13 septembre 1718, Angélique de Froissy (1700-1785), fille naturelle du Régent que celui-ci légitima quatre ans plus tard. Ils eurent cinq enfants, dont :
- Philippine-Charlotte de Ségur, née le 12 juillet 1719.
- Henriette Élisabeth de Ségur, née le 20 décembre 1722 ;
- Philippe Henri de Ségur (1724-1801), fut maréchal de France en 1783 et l'arrière-grand-père par alliance de Sophie Rostopchine, comtesse de Ségur.
- Henriette Césarine de Ségur (1726-1782), épouse de Bertrand Gaich, baron de la Crozes, chevalier de Saint-Louis

Il est colonel du régiment de Ségur (1705-1709), maréchal de camp (1734), lieutenant général (1738), inspecteur général de la cavalerie et des dragons. Il participe à la guerre de Succession d'Autriche. Il est chevalier de l'ordre du Saint-Esprit le 2 février 1748. Il est nommé gouverneur du comté de Foix en 1737 et abandonne cette charge à son fils le 18 juin 1751.
Il achète en 1723 le château de Romainville.